# دهستان امامزاده علی
دهستان امامزاده علی، یکی از دهستان‌های بخش رحمت‌آباد شهرستان زرقان در استان فارس ایران است. مرکز این دهستان، روستای لاهیجی است.

## جمعیت
بر پایه سرشماری عمومی نفوس و مسکن در سال ۱۳۹۵، جمعیت دهستان امامزاده علی برابر با ۱٬۳۰۲ نفر بوده است.